# Blåtry
Blåtry (Lonicera caerulea) är en art i familjen kaprifolväxter från Mellaneuropa och västra Asien. Odlas ibland som trädgårdsväxt.
Bildar lövfällande buskar, 1–2 meter med vanligen rödaktig bark. Bladen är motsatta, 2–6 cm långa, ovala och blågröna. Blommorna kommer på kvistens topp, och sitter i par på ett gemensamt skaft. Kronan är 10–16 mm lång, gulvit med fem nästan likstora flikar. Frukterna växer alltid parvis.
Växten är mycket härdig, och har visat sig tåla −48 °C.
Blåtrybär är giftiga och ger kräkningar, ansiktsrodnad, stark törst och vidgade pupiller.
Varianterna bärtry, Lonicera caerulea var. edulis (L.) Turcz. ex Herd., japansk bärtry, Lonicera caerulea var. emphyllocalyx och blåbärstry, Lonicera caerulea var. kamtschatica har däremot ätbara bär.

## Näringsinnehåll
| Ämne                                                                                           | Mängd            |
| ---------------------------------------------------------------------------------------------- | ---------------- |
| Energi                                                                                         | 222 kJ = 53 kcal |
| Kostfiber                                                                                      | 2,1 g            |
| Askorbinsyra (C-vitamin)                                                                       | 44 mg            |
| Kalcium                                                                                        | 38 mg            |
| Magnesium                                                                                      | 11 mg            |
| Kalium                                                                                         | 190 mg           |
| Retinol (A-vitamin)                                                                            | 130 mg           |
| Alfatokoferol (till största delen) + andra varianter av tokoferol (i mindre mängd) (E-vitamin) | 1,1 mg           |
| Tiamin (B1-vitamin)                                                                            | 10 mg            |

## Underarter
Kromosomtalet är allt efter den variant det avser 2n = 18 eller 36.
- Bärtry, Lonicera caerulea var. edulis (L.) Turcz. ex Herd.
Kronpipen är 1,5–2 gånger så lång som brämets bredd och ståndarna utskjutande. Frukter cirka 1,5 cm långa, blådaggiga.
Från södra Sibirien och österut till Manchuriet, nordvästra Kina, Korea och Japan.
- Blåbärstry, Lonicera caerulea var. kamtschatica
Frukter cirka 2 cm långa, blådaggiga.
Nordöstra Asien.
- Japansk bärtry Lonicera caerulea var. emphyllocalyx.
- Kaneltry Lonicera caerulea var. dependens
Centralasien.
- Rysk blåtry, Lonicera caerulea var. pallasii
Grenarna är tätt korthåriga med strödda hår. Bladundersidorna är korthåriga. Kronpipen är smal, 2–3 gånger så lång som brämets bredd. Frukter blådaggiga.
Nordöstra Europa och några lokaler i Alperna.
- Lonicera caerulea var. altaica
Kronpipen är 2–3 gånger så lång som brämets bredd och ståndarna är ej utskjutande (bara ståndarknapparna lite).
Ryssland, Mongoliet och Kina (Xinjiang).
- Lonicera caerulea var. caerulea
Grenarna är kala till glest korthåriga. Bladundersidorna är nästan helt kala hos äldre blad. Kronpipen 2 gånger så lång som brämets bredd. Frukter cirka 1 cm långa, blådaggiga.
Mellaneuropa och västra Asien.
- Lonicera caerulea var. cauriana
Har röda frukter.
Västra Nordamerika.
- Lonicera caerulea var. villosa
Lågväxande och nästan krypande, sällan över 1 meter.
Östra Nordamerika.

## Synonymer
var. altaica
- Lonicera altaica Pallas
- Lonicera altaica ssp. subarctica (Pojark.) Vorosch.
- Lonicera caerulea ssp. altaica (Pall.) V.N.Gladkova
- Lonicera caerulea var. altaica Pallas
- Lonicera subarctica Pojark.

var. caerulea
- Caprifolium caeruleum (L.) Lam.
- Chamaecerasus caeruleus (L.) Delarbre
- Euchylia caerulea (L.) Dulac
- Isika caerulea (L.) Medik.
- Xylosteon caeruleum (L.) Dum.Cours.
- Lonicera borbasiana (Kuntze) Degen

var. cauriana (Fernald) B.Boivin
- Lonicera cauriana Fernald

var. edulis Turcz. ex Herder
- Lonicera edulis Turcz.
- Lonicera edulis var. turczaninowii (Pojark.) Kitag.
- Lonicera turczaninowii Pojark.
- Lonicera venulosa ssp. edulis (Turcz. ex Herd) Vorosch.

var. pallasii (Ledeb.) Cinovskis
- Lonicera baltica Pojark.
- Lonicera caerulea ssp. pallasii (Ledeb.) Browicz
- Lonicera pallasii Ledeb.

var. villosa (Michx) Torrey & A.Gray
- Euchylia villosa (Michx) Dulac
- Lonicera caerulea ssp. villosa (Michx) Á.Löve & D.Löve
- Lonicera caerulea var. calvescens Fernald & Wiegand
- Lonicera villosa (Michx) Roem. & Schult.
- Lonicera villosa var. calvescens (Fernald & Wiegand) Fernald
- Lonicera villosa var. fulleri Fernald
- Lonicera villosa var. solonis  (Eaton) Fernald
- Lonicera villosa var. tonsa Fernald
- Lonicera villosa var. typica Fernald
- Xylosteon solonis Eaton
- Xylosteon villosum Michx

## Etymologi
- Latin edulis betyder ätlig, välsmakande.
- Calyx är också latin, och betyder hölje, skal.

## Bilder

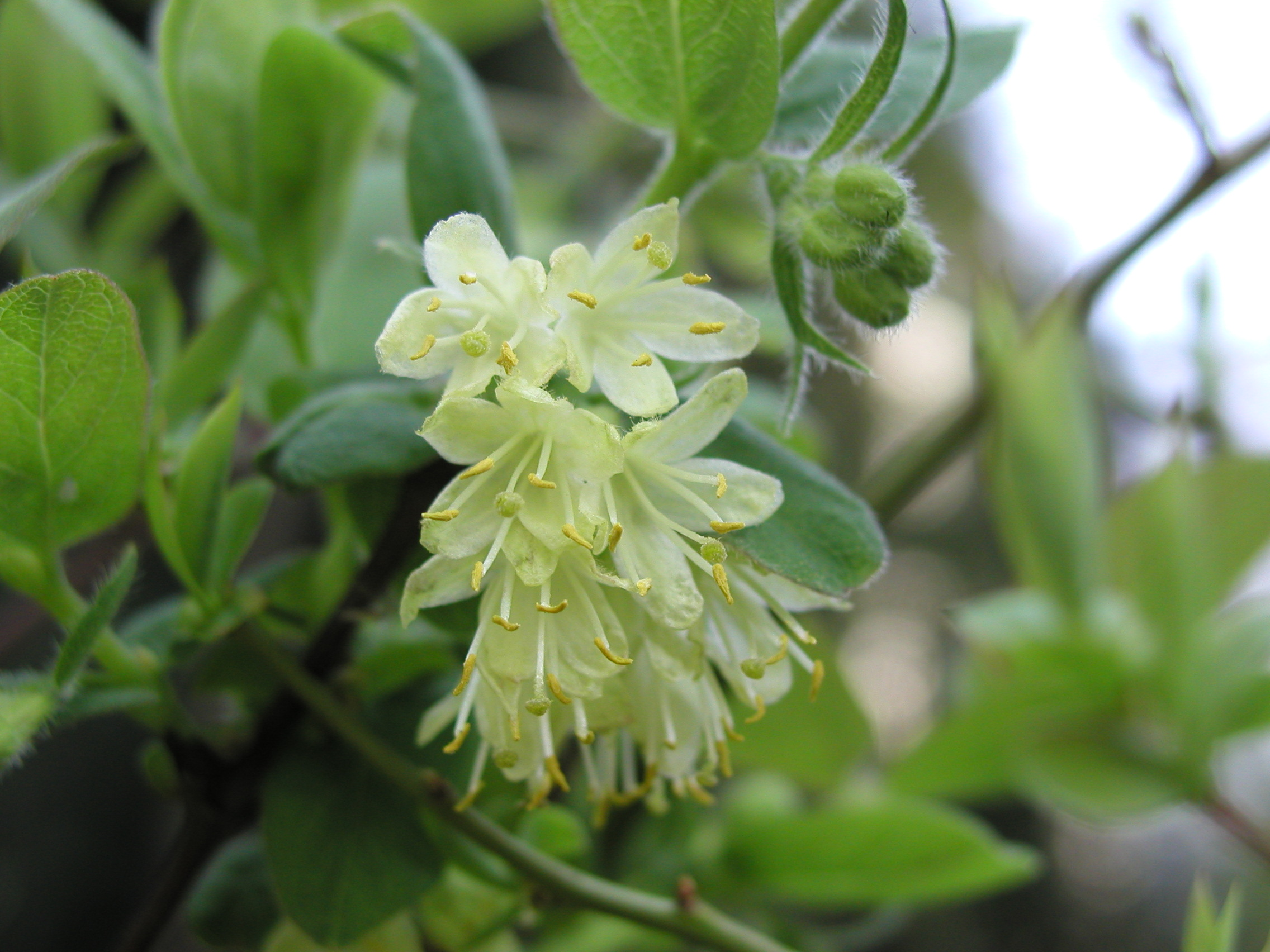
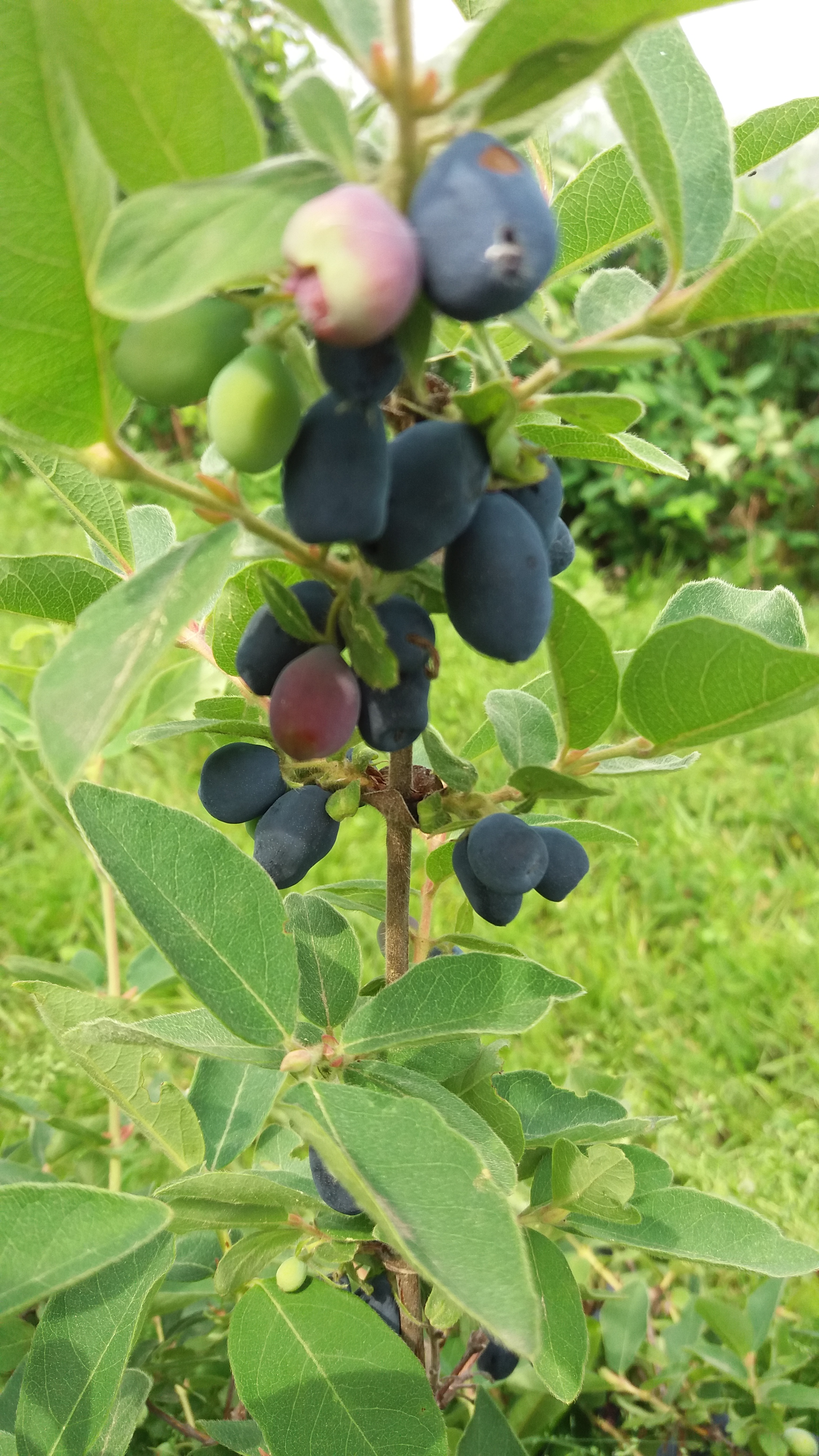
Blåtrybär Lonicera caerulea
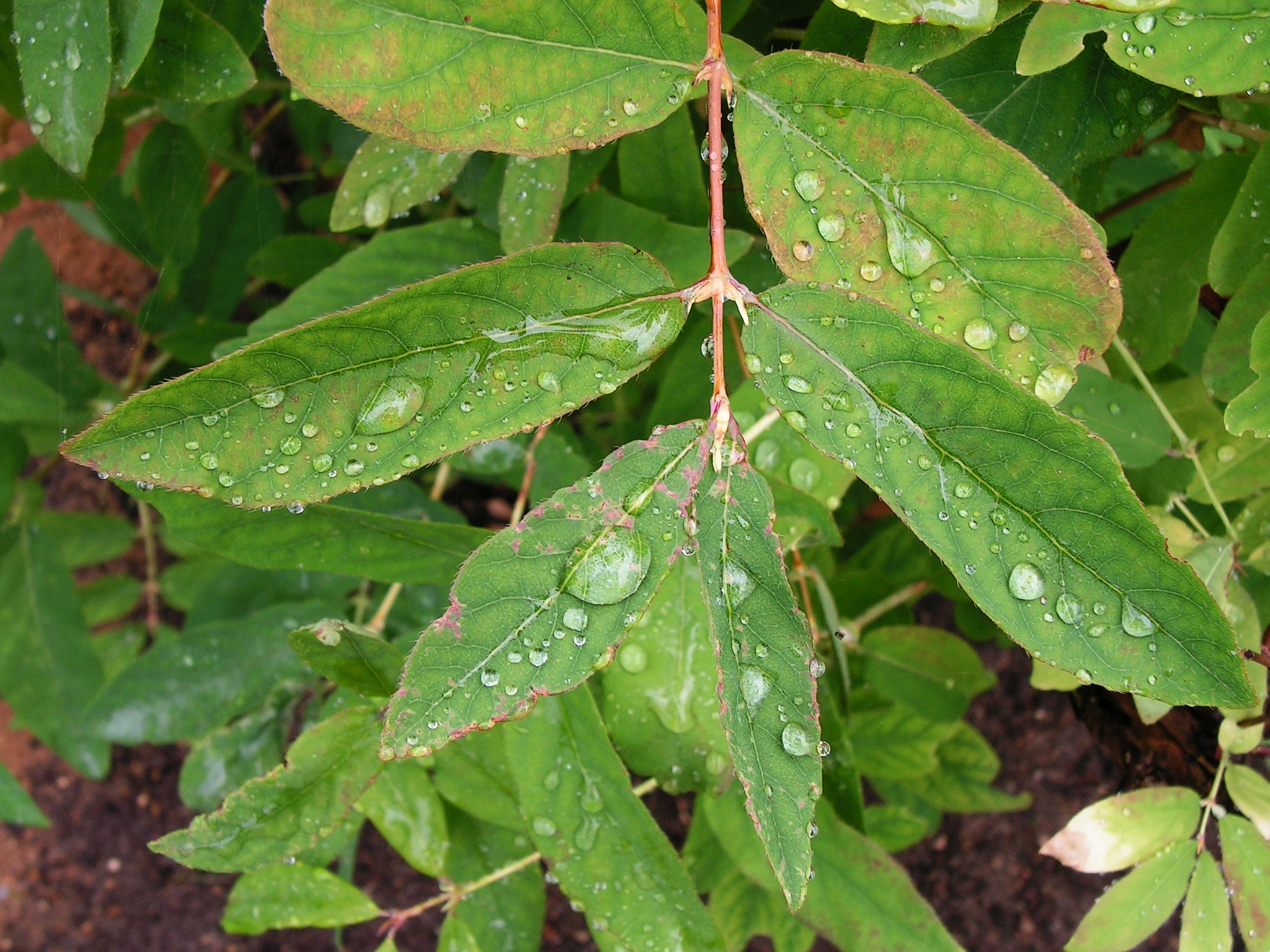
Blåtryblad Dropparna guttation?
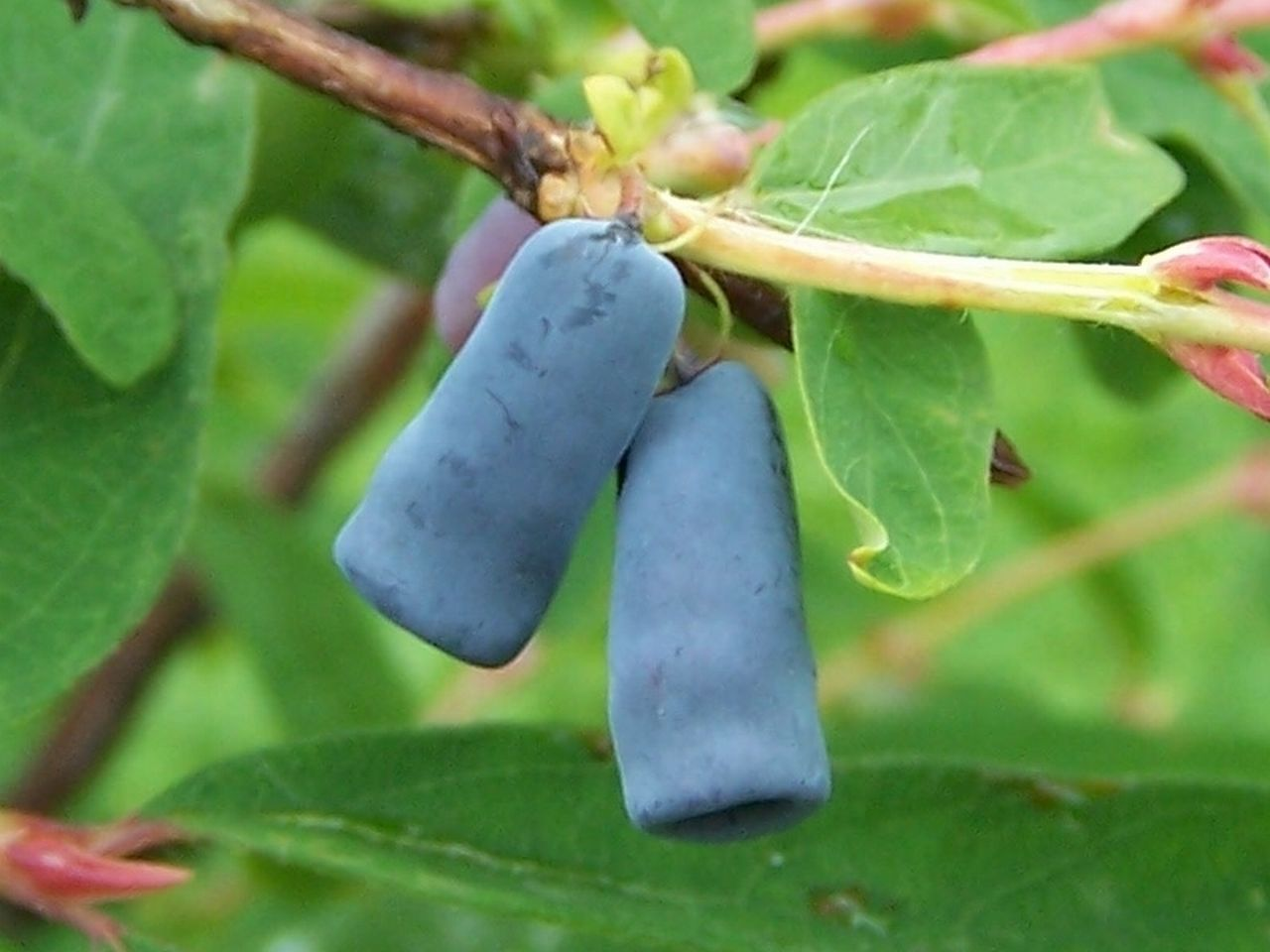
Blåbärstry Lonicera caerulea var. kamtschatica
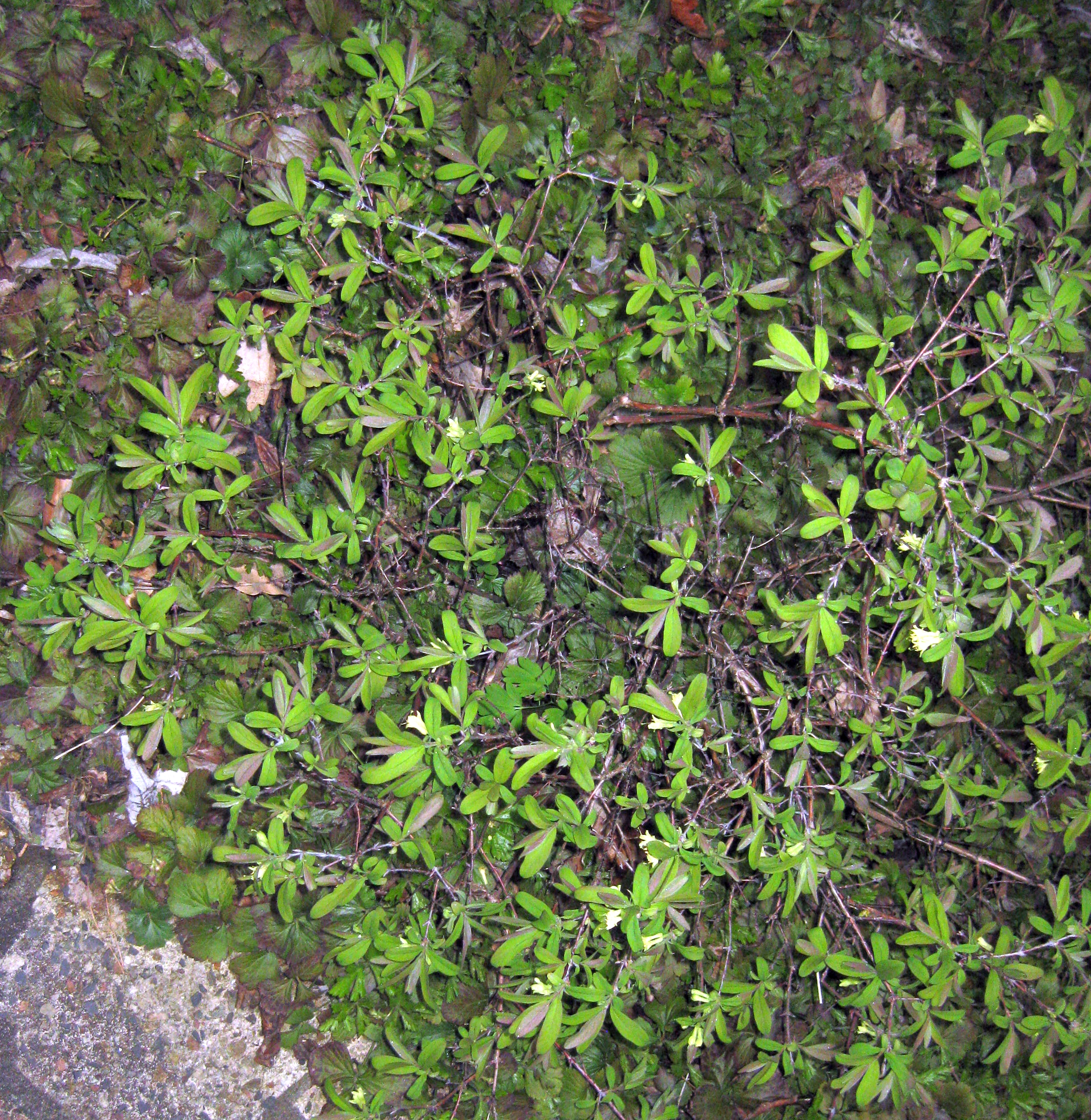
Blåbärstry Lonicera caerulea var. kamtschatica
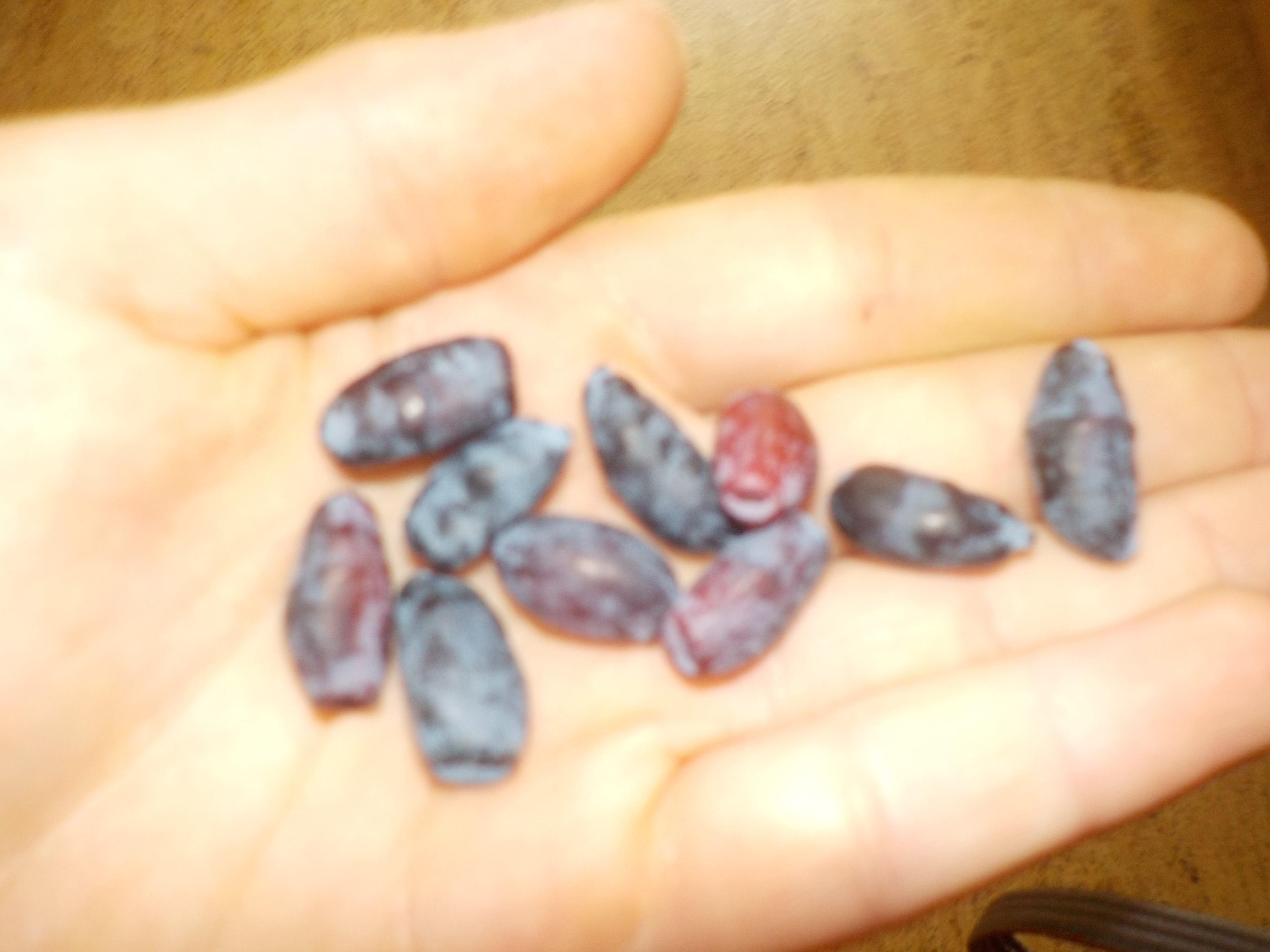
Frukter från blåbärstry
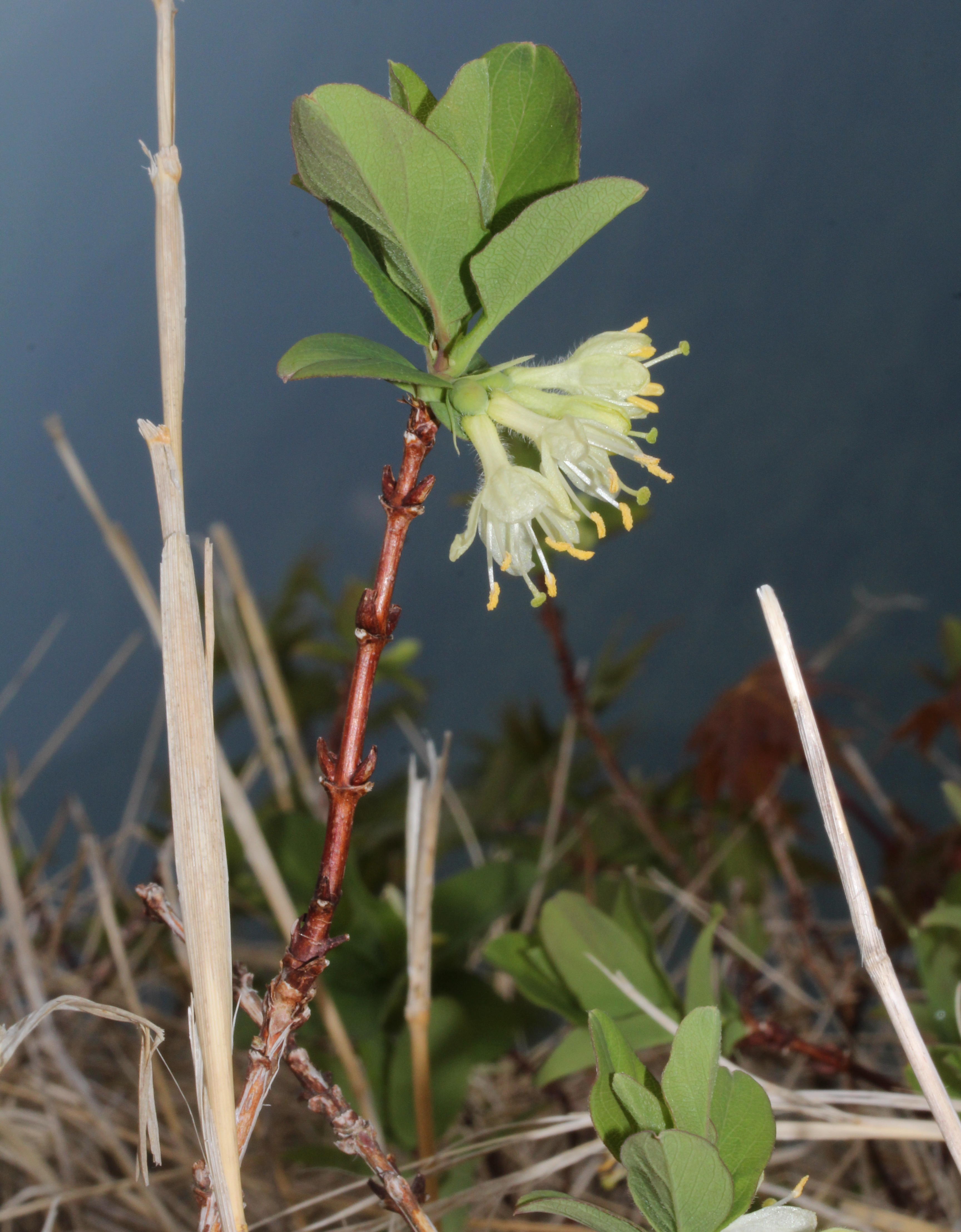
Bärtry Lonicera caerulea ssp. edulis.
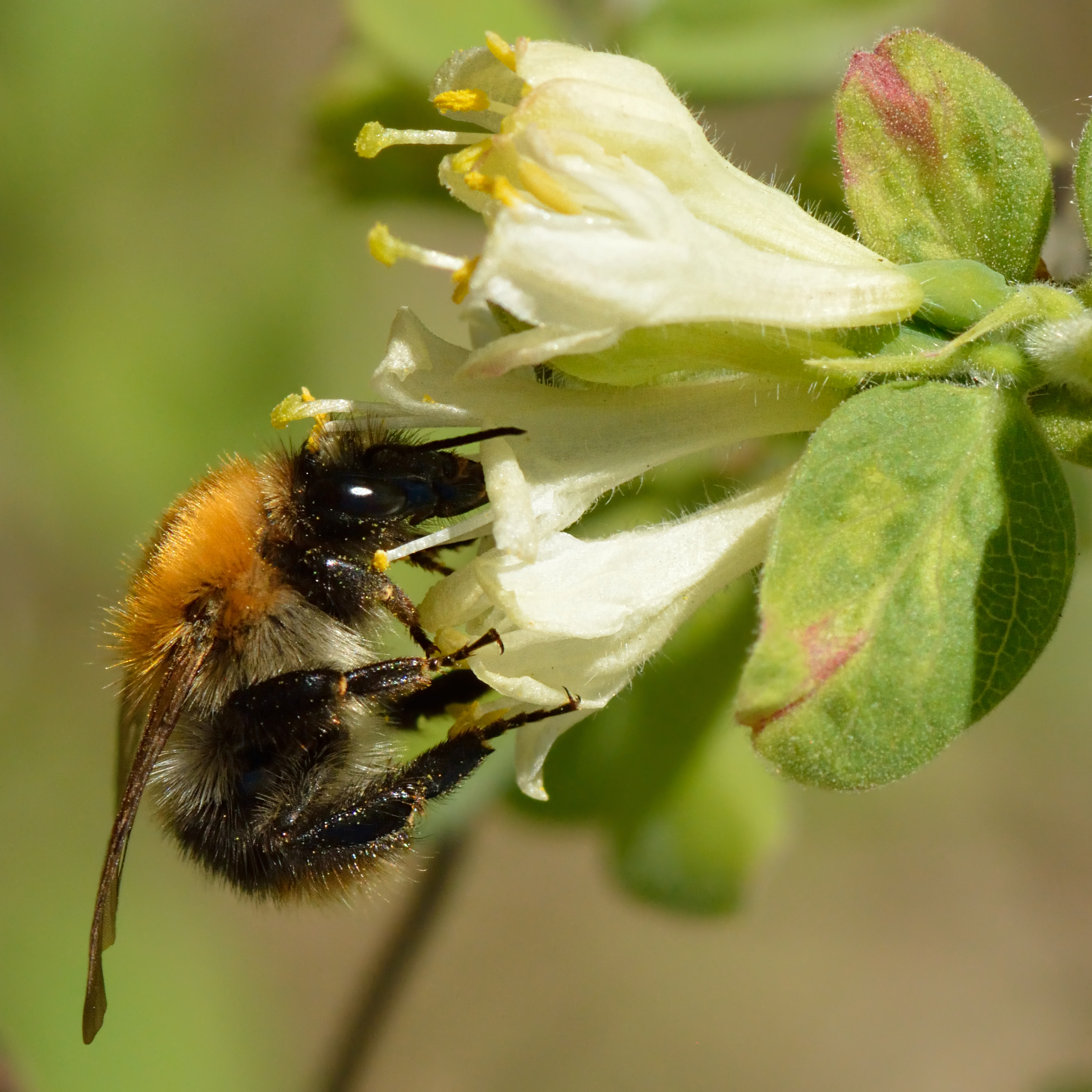
Bärtry Lägg märke till de långt framskjutande ståndarna. Insekten är en åkerhumla.
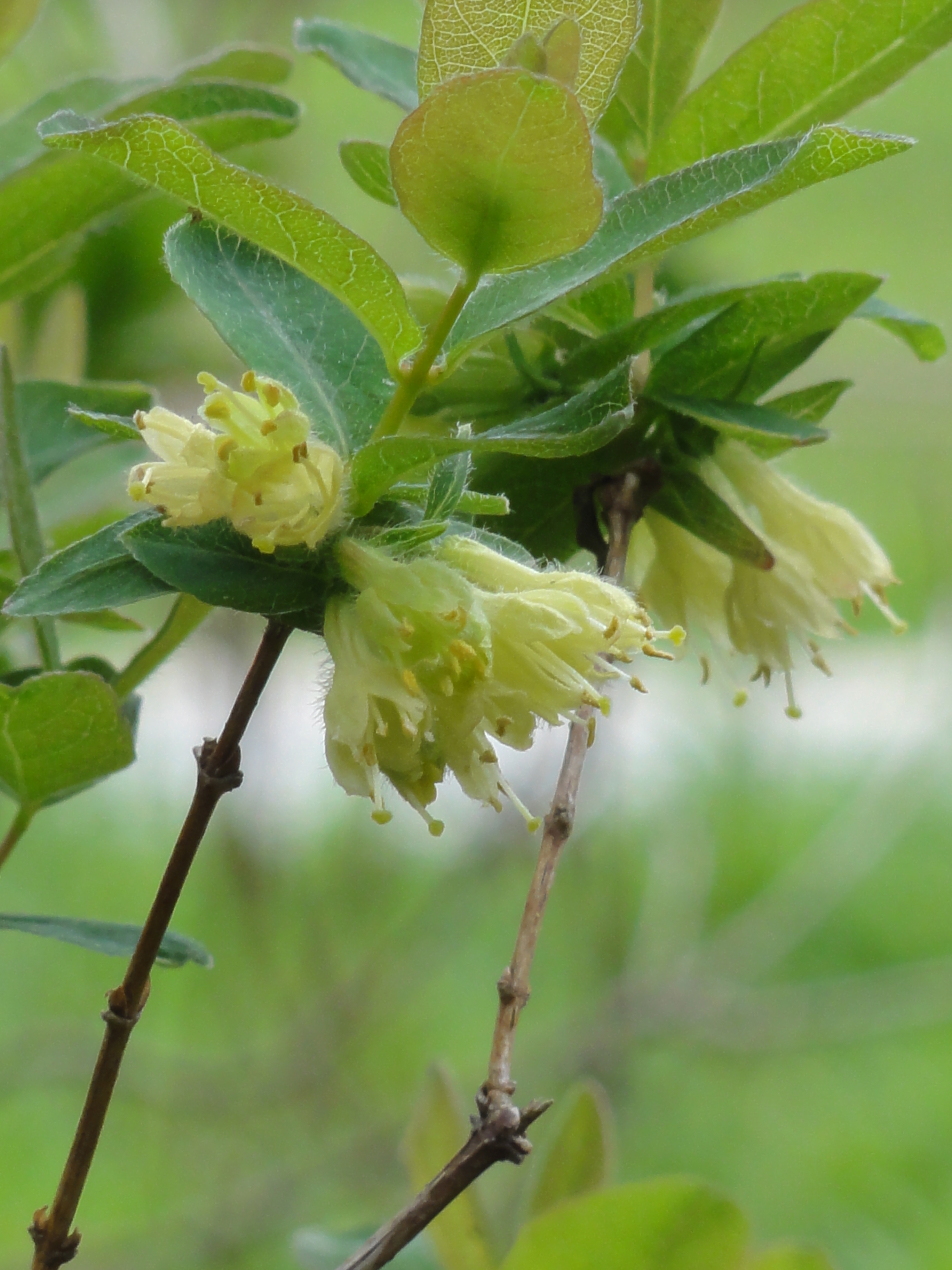
Japansk bärtry Lonicera caerulea var. emphyllocalyx
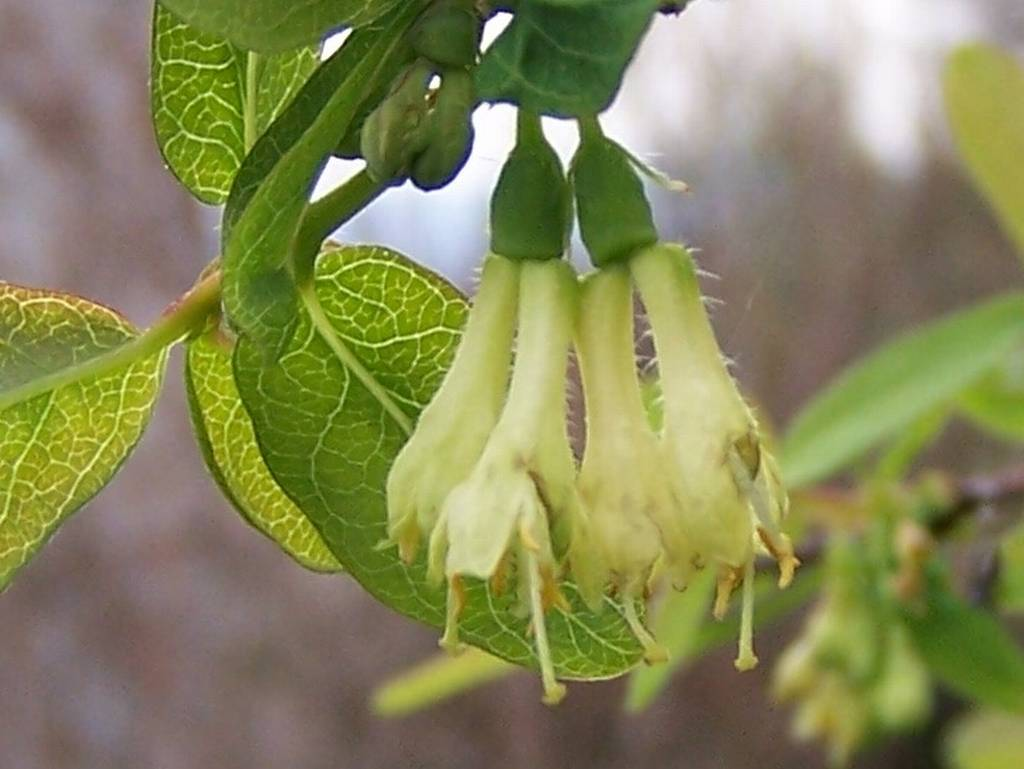
Blommorna sitter två och två på det gemensamma skaftet.
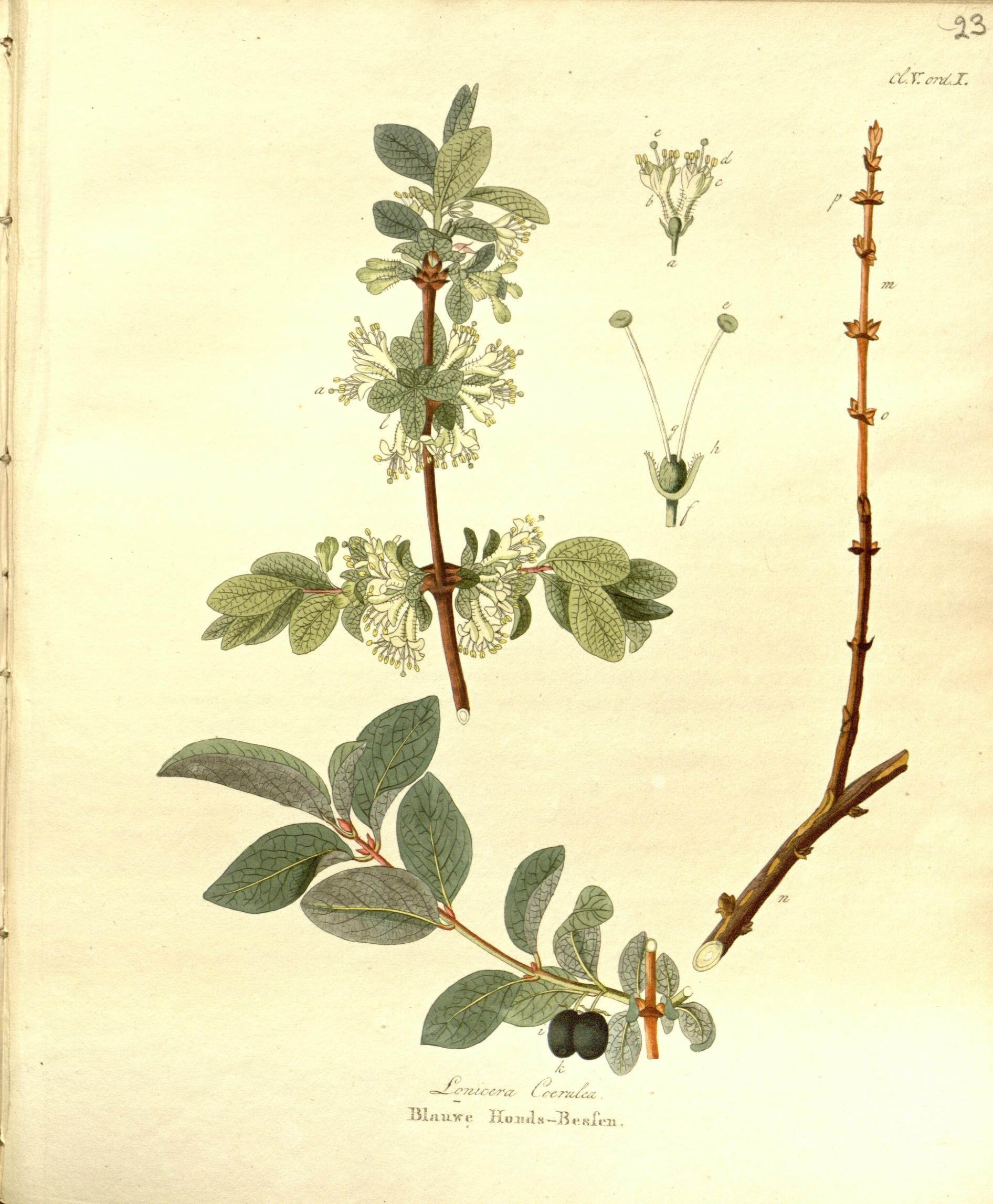
Johan Carl Krauss: Bild 23 (Publicerad 1802)
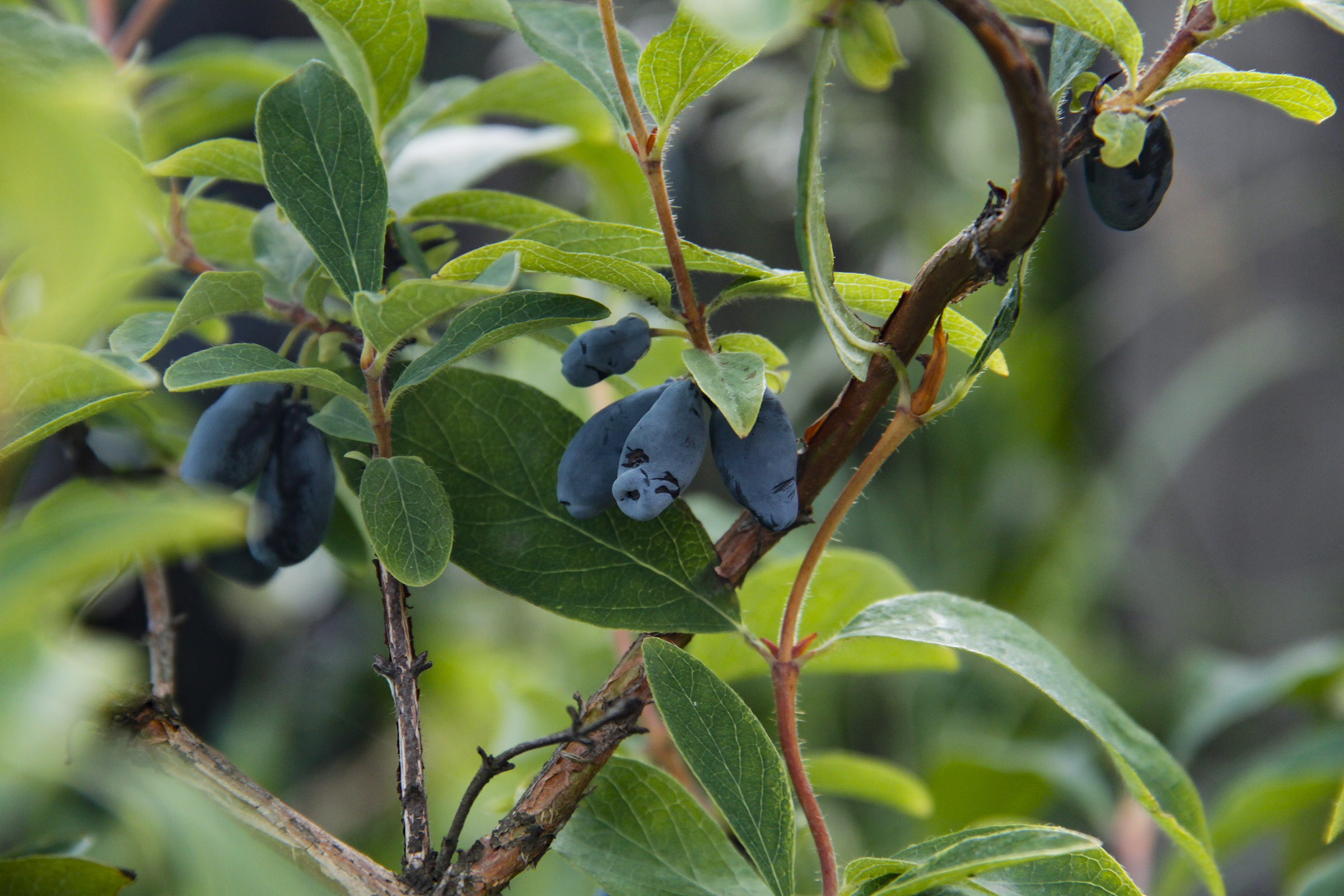
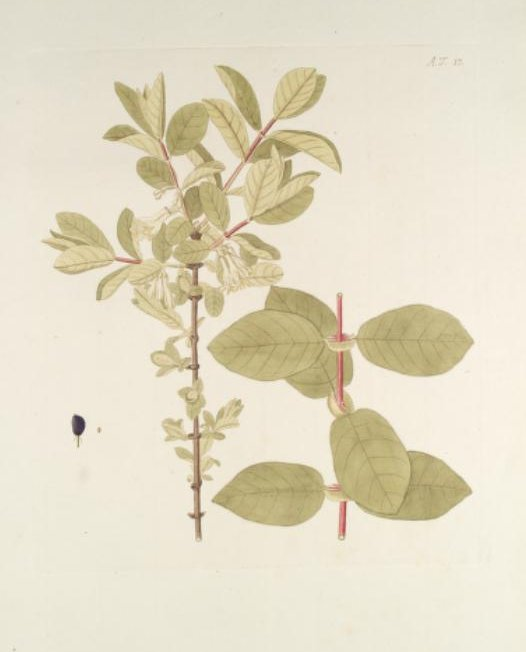
Lonicera caerulea
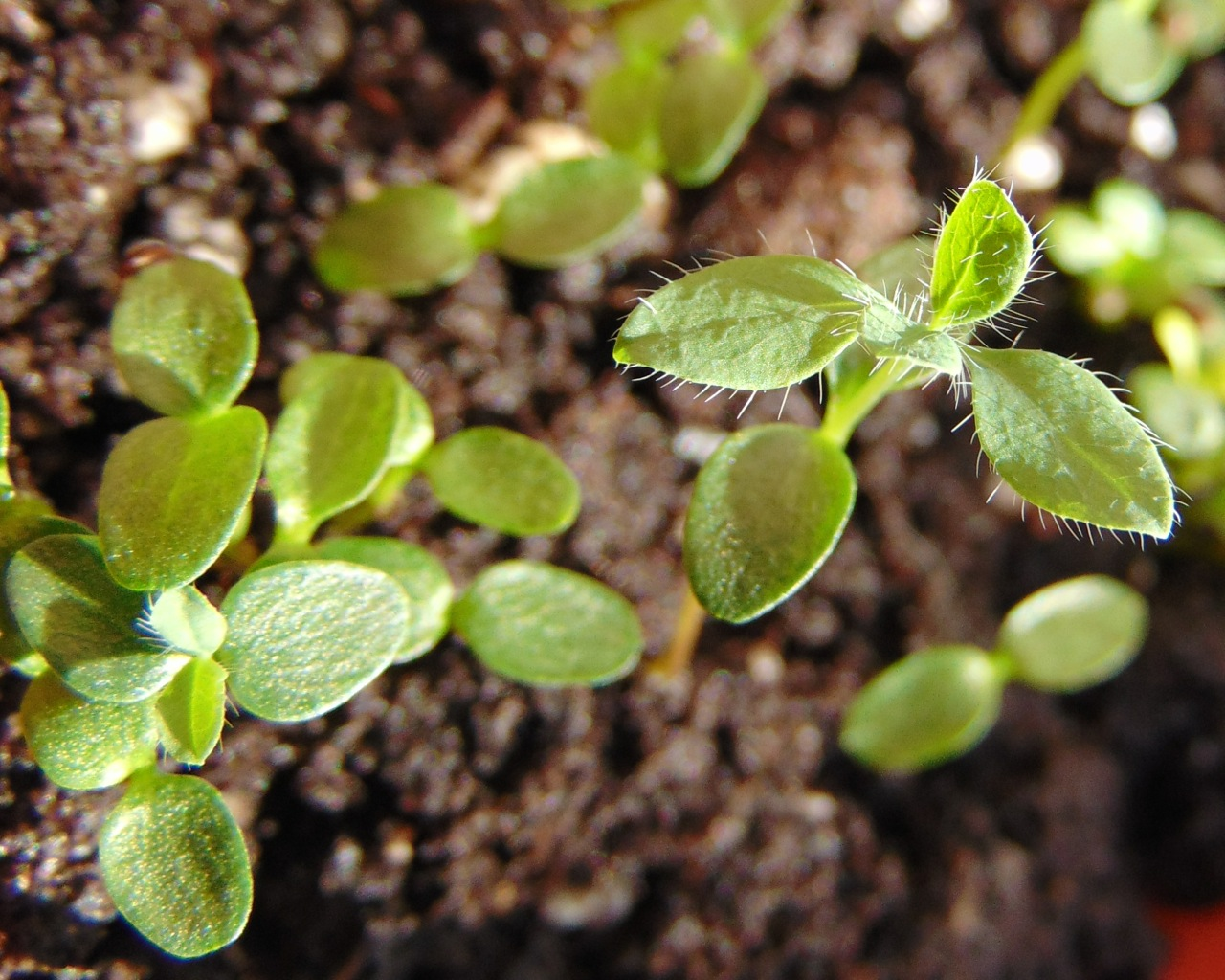
Unga skott Lägg märke till bladkanternas hår